# Zlatibor, Čajetina
Zlatibor (izvirno srbsko Златибор) je naselje v Srbiji, ki upravno spada pod Občino Čajetina, slednja pa je del Zlatiborskega upravnega okraja.

## Demografija
V naselju je ob popisu 2002 živelo 1834 polnoletnih prebivalcev, pri čemer je bila njihova povprečna starost 37,0 let (36,3 pri moških in 37,7 pri ženskah). Naselje je imelo 811 gospodinjstev, pri čemer je bilo povprečno število članov na gospodinjstvo 2,89.
|  | 115  | 362  | 357  | 834  | 1237 | 1684 | 2344 | 2821 | 3702 |
|  | 1948 | 1953 | 1961 | 1971 | 1981 | 1991 | 2002 | 2011 | 2022 |

Glede na rezultate popisa iz leta 2002 je to naselje večinoma srbsko, v času zadnjih petih popisov pa je opazen porast števila prebivalcev. 
| Etnična sestava po popisu iz leta 2002 | Etnična sestava po popisu iz leta 2002 | Etnična sestava po popisu iz leta 2002 | Etnična sestava po popisu iz leta 2002 | Etnična sestava po popisu iz leta 2002 |
| -------------------------------------- | -------------------------------------- | -------------------------------------- | -------------------------------------- | -------------------------------------- |
| Srbi                                   | Srbi                                   |                                        | 2.296                                  | 97,95%                                 |
| Črnogorci                              | Črnogorci                              |                                        | 13                                     | 0,55%                                  |
| Muslimani                              | Muslimani                              |                                        | 6                                      | 0,25%                                  |
| Goranci                                | Goranci                                |                                        | 5                                      | 0,21%                                  |
| Hrvati                                 | Hrvati                                 |                                        | 4                                      | 0,17%                                  |
| Madžari                                | Madžari                                |                                        | 2                                      | 0,08%                                  |
| Romuni                                 | Romuni                                 |                                        | 1                                      | 0,04%                                  |
| Makedonci                              | Makedonci                              |                                        | 1                                      | 0,04%                                  |
| Neznano                                | Neznano                                |                                        | 12                                     | 0,51%                                  |